# Эберсбергская битва
Эберсбергская битва (фр. Bataille d'Ebersberg) произошла 3 мая 1809 года между французской армией и австрийской армией во время войны Пятой коалиции. Сражение закончилось победой французов.
Австрийский арьергард под командованием генерала Иоганна фон Гиллера занял позиции около Трауна в надежде остановить французское наступление на Вену. 
В десять часов произошли первые столкновения, кавалерия Марулаза попыталась обойти австрийский правый фланг. Несмотря на некоторую неразбериху во французском лагере (баденские драгуны, несмотря на приказ атаковать, не двинулись с места), благодаря поддержке бригады Кохорна австрийцы оставили свои позиции и в беспорядке отступили к мосту через Траун, чтобы закрепиться на Эберсберге, преследуемые конными егерями и французскими фузилерами.
Задержанные мужественным сопротивлением австрийских солдат при обороне моста, французы атаковали деревню Эберсберг в трех разных точках. В полдень отдается приказ атаковать. Левой колонне удается заставить замолчать вражеские пушки, но ее останавливает шквальный огонь защитников деревенского замка, построенного на горном хребте, что делает любой штурм очень трудным. Центральная группа также оттеснена с большими потерями. Только после третьего штурма французам удалось захватить здание.
Тем временем правая колонна численностью в семь тысяч человек выдвинулась на окраину села. Тридцать тысяч австрийских солдат в резерве вокруг Эберсберга, застигнутые врасплох, немедленно контратаковали. Совместной атакой кавалерии и пехоты Гиллер отбросил французов, которые, выдержав три последовательные штыковые атаки, бежали до моста Траун, оставив врагу столь дорого завоеванную деревню. Горстка защитников, оставшихся в замке, также заставила отступить наполеоновских солдат. Австрийская контратака увенчалась полным успехом.
В половине третьего, в последней попытке, Клапаред и Кохорн отдали приказ об общей атаке. Бригады Ледрю и Леграна устремляются на мост, и, несмотря на вражеский картечный обстрел, после кровопролитных уличных боев вновь захватывают Эберсберг, объятый пламенем. В четыре часа победа осталась за французами, что вынудило Гиллера отступить. Несмотря на то, что французы наступали меньшим числом на подготовленные противником заранее оборонительные позиции, они смогли одержать победу над неприятелем.